# María Teresa Hincapié
María Teresa Hincapié (Armenia, Colombia, 1956-Bogotá, Colombia, 18 de enero de 2008) fue una  artista de performance y arte de acción en Colombia. S
En 1989 obtuvo la Mención de Honor en la II Bienal de Arte en el Museo de Arte Moderno de Bogotá por su obra Vitrina; Una cosa es una cosa, fue el Primer Premio del  XXXIII Salón Nacional de Artistas (1990), la obra fue además parte de importantes muestras en Stanze y Segreti en Milán y Versiones del Sur, Estética del Sueño en Museo Nacional Centro de Arte Reina Sofía en Madrid; Divina proporción, el Primer Premio del XXXVI Salón Nacional de Artistas (1996) y en la 51 Bienal de Venecia (2003) con El espacio se mueve despacio, 51 Bienal de Venecia (2003). Tras su fallecimiento, el Museo Patricia and Phillip Frost presentó una gran retrospectiva de su obra en la ciudad de Miami en el año 2010.[cita requerida]

## Biografía
Se inició en el teatro en 1978 con Juan Monsalve, con quien aprendió sobre el teatro antropológico de Eugenio Barba, el cual se centra en el manejo del cuerpo basándose en principios de la danza y teatro de diferentes culturas, sobre todo orientales.
Su trabajo se desarrolló especialmente en el campo del performance.Sus acciones plásticas, de intenso carácter gestual y poético, ponen de manifiesto problemáticas de género, como la opresión, la soledad y el abandono. Con un riguroso manejo del cuerpo y un gran sentido del espacio intervenido, el tiempo es uno de los aspectos cruciales de su obra. Los ritmos detenidos y tensos de sus presentaciones crean un ambiente en muchos casos opresivo y abiertamente crítico de determinadas circunstancias de alienación social y sexual. La artista realizó acciones que llevaban el esfuerzo físico a límites que ponían de manifiesto el dolor como expresión íntima y universal. Son recordados sus maratónicas travesías épicas de carácter simbólico, realizadas en Colombia, México y otros países, que señalan hitos culturales y circunstancias políticas a través de extensos recorridos geográficos realizados a pie. También son ya emblemáticas del género las extenuantes y prolongadas acciones de habitación de espacios museísticos en las que actos cotidianos elementales se revelan como metáforas que generan emoción y reflexión.[cita requerida]

## Trayectoria
Viajó a Francia, Indonesia, India y Japón para estudiar el teatro experimental y el butoh, el nō y los bailes tradicionales de India. Miembro del grupo teatral Acto Latino. Obtuvo el primer premio del XXXIII Salón Nacional de Artistas de Colombia de 1990 con la obra Una cosa es una cosa y por segunda vez en el año 1996 por la obra Divina proporción.
Se destacó en el campo teatral por las obras Ondina y Desde la huerta de los mudos. «En sus performances –dice la crítica de arte Ana María Escallón- ha subrayado siempre la condición femenina, el destino de la condición doméstica, los problemas de la cotidianidad y, por supuesto, el camino sin salida de la maternidad y del género femenino.» El siguiente es un fragmento de su proceso creativo en Una cosa es una cosa. «[...] todas las flores aquí. Los vestidos extendidos. Los negros cerca de mí. Los rosados aquí. Los pañuelos solos. La bolsa sola. La cartera sola. La caja sola y vacía. El espejo solo. Los Zapatos solos. Un espacio solo. Un rincón solo. Una línea sola. Una sola media. Un solo Zapato. Todas las cosas están solas. Todos estamos solos. Un montón de arroz. Un montón de azúcar. Un montón de sal. Un montón de harina. Un montón de café. Un montón de cosas…»[cita requerida]